# Dimeragrion secundum
Dimeragrion secundum – gatunek ważki z rodziny Heteragrionidae. Znany tylko z dwóch okazów odłowionych w 1928 roku w południowej Wenezueli (obecnie teren ten znajduje się w granicach Parku Narodowego Duida–Marahuaca).